# Portret cesarja Maksimilijana I.
Portret cesarja Maksimilijana I. je oljna slika Albrechta Dürerja iz leta 1519 in je zdaj v Umetnostnozgodovinskem muzeju na Dunaju v Avstriji. Upodablja cesarja Svetega rimskega cesarstva Maksimilijana I.

## Zgodovina
Spomladi 1512 se je novoizvoljeni cesar Maksimilijan I. Habsburški mudil v Nürnbergu, kjer se je seznanil z Dürerjem. V čast cesarju in njegovi hiši si je umetnik zamislil velik lesorez Slavolok, za katerega je bil nagrajen s 100 letnimi florini.
Leta 1518 je med augsburškim parlamentom Maksimilijan poklical Dürerja, da ga upodobi. Umetnik se je s cesarjem srečal na gradu in ga narisal s svinčnikom, iz katerega je pozneje naslikal portret na plošči. Na robu risbe je zapisal: »Je cesar Maksimilijan, ki sem ga upodobil Albrecht Dürer v Augsburgu, zgoraj v visoki palači, v svoji majhni sobi, ponedeljek, 28. junija 1518.«
Oljna plošča je bila dokončana, ko je cesar že umrl, z nekaterimi variantami iz začetne risbe. Slednja je danes v Albertini na Dunaju.

## Opis
Cesar je upodobljen s tričetrtine profila na zelenem ozadju. Roke ležijo na nevidnem parapetu, ki sovpada s spodnjo mejo slike, v skladu s flamsko slikarsko tradicijo. V levi roki drži veliko granatno jabolko (njegov osebni simbol), simbol kohezije v raznolikosti in s tem Svetega rimskega cesarstva (zrna predstavljajo njegove podanike).
Po Stabiusovi razlagi o častnem Slavoloku je simbolika granatnega jabolka taka, »čeprav zunanjost granatnega jabolka ni niti zelo lepa niti prijetno dišeča, je v notranjosti sladka in polna velikega števila dobro oblikovanih semen. Prav tako je cesar obdarjen s številnimi skritimi lastnostmi, ki so postajale vsak dan bolj očitne in še naprej obrodijo sad.«
Maximilian nosi obleko z zelo širokim krznenim ovratnikom in temen klobuk s širokimi krajci, na sredini pa je broška. Njegovi sivi lasje venčajo njegov postaran (Maksimilijan je imel takrat 59 let), a še vedno aristokratski obraz.
Zgoraj levo je habsburški grb in veriga iz zlatega runa, poleg dolgega napisa z velikimi črkami, ki podaja naslove in listine cesarja.
POTENTISSIMVS. MAXIMVS. ET. INVICTISSIMVS. CEZAR. MAKSIMILIJANVS/ QVI. CVNCTOS. SVI. TEMPORIS. REGES. ET. NAČELA. IVSTICIA. PRVDENCIA/ MAGNANIMITATE. LIBERALITATE PRAECIPVE. VERO. BELLICA. LAVDE. ET/ ANIMI. FORTITVDINE. SVPERAVIT. NATVS. EST. ANNO. SALVTIS. HVMANAE./ M.CCCC. LIX. UMRI. MARCII. IX. VIXIT. ANNOS. LIX. MENZES. IX. UMRE. XXV/ DECESSIT. VERO. ANNO. M.D.XIX. MENZIJA. IANVARII. UMRI. XII. QVEM. DEVS/ OPT. MAKS. IN. NVMERVM. VIVENCIVM. REFERRE. VELIT

## Primerjava s sorodnimi deli Albrechta Dürerja
Katherine Crawford Luber primerja bolj znano dunajsko sliko, ki jo je verjetno naročil Maksimiljan sam, z nürnberško različico, morda praporom za procesijo, ustvarjenim za kronanje Karla V. Nürnberg prikazuje mlajšega Maksimilijana z bolj poudarjenimi simboli urada in vladanja (medtem ko dunajska slika sploh ne prikazuje reda zlatega runa). Predstavljen je v polpostavni z rokama v hieratičnem, osnem položaju.
Zdelo se je, da je intimno srečanje z Maksimiljanom »visoko v palači v njegovem majhnem kabinetu« pustilo vtis na Dürerja. Luberjeva meni, da je lesorez Risar riše portret, ki ga je pozneje izdelal, odraz tega srečanja. Moški na prestolu je stiskal kroglo, tako kot je Maksimilijan držal svoje granatno jabolko.
Luberjeva piše:

Pomena Dürerjevih maksimilijanskih portretov ni mogoče razbrati zgolj iz njihovega videza. Razumevanje tega, kako je Dürer naredil različice, s ponavljanjem ene same podobe, vendar prikrivanjem ponovitev, je ključno za interpretacijo portretov. Dürerjeva sposobnost, da sintetizira reprezentančne, politične in anagoške vidike portretiranja v eni sami seriji produkcij, dodatno priča o njegovem ustvarjalnem geniju. V tej edinstveni skupini portretov – risbi, lesorezu in dveh slikah – se enakovrednost in variacije združita v nespremenljivo strukturo, ko Dürer razkrije in obvlada kompleksno nalogo cesarskega portretiranja.